# Simpson River (Vermilion River)
Der Simpson River ist ein etwa 30 km langer linker Nebenfluss des Vermilion River in der kanadischen Provinz British Columbia.

## Flusslauf
Das Quellgebiet des Simpson River liegt an der Nordostflanke des 2972 m hohen Nestor Peak in den kanadischen Rocky Mountains auf einer Höhe von 1840 m. Er entsteht am Zusammenfluss zweier Quellbäche. Der Simpson River fließt anfangs 9 km nach Nordwesten. Anschließend biegt er nach Süden ab und nimmt wenig später das Wasser des North Simpson River rechtsseitig auf. Der Simpson River umfließt die Simpson Ridge, ein bis zu 
2874 m hoher Gebirgskamm nordwestlich des Nestor Peak. Bei Flusskilometer 15,2 trifft der Verdant Creek rechtsseitig auf den Simpson River. Bei Flusskilometer 12,3 mündet der Surprise Creek linksseitig in den Fluss. Oberhalb der Einmündung befinden sich der Zeltplatz Surprise Creek Campground und die Surprise Creek Cabin. Bei Flusskilometer 11,4 biegt der Simpson River nach Westen ab. Etwa bei Flusskilometer 9,5 erreicht der Simpson River die Parkgrenze des Kootenay-Nationalparks. Der Flusslauf oberhalb der Nationalparkgrenze liegt innerhalb des Mount Assiniboine Provincial Parks. Bei Flusskilometer 6,4 trifft der Lachite Creek von Süden kommend auf den Fluss. Der Simpson River mündet schließlich in den Vermilion River. Gegenüber der Mündung verläuft der British Columbia Highway 93 (Kootenay Highway). Der Wanderweg Simpson River Trail führt entlang des Flusslaufs. Östlich vom Oberlauf des Simpson River befindet sich das Golden Valley, an dessen Ende der Lake Magog liegt.

## Einzugsgebiet
Der Simpson River entwässert ein Areal von etwa 385 km². Die östliche Grenze des Einzugsgebietes verläuft entlang der kontinentalen Wasserscheide. Im Norden und im Osten grenzt das Einzugsgebiet des Simpson River an das des Bow River, im Süden an das des Mitchell River sowie im Westen an das des Vermilion River.

## North Simpson River
Der North Simpson River ist ein 7,6 km langer rechter Nebenfluss des Simpson River. Er entspringt unterhalb des 2140 m hoch gelegenen Simpson Pass. Dieser befindet sich an der kontinentalen Wasserscheide und an der Provinzgrenze zu Alberta. Nach dem Zusammenfluss zweier Quellbäche fließt der North Simpson River in überwiegend südsüdöstlicher Richtung. Er nimmt dabei das Wasser des Eohippus Creek von rechts sowie des Larix Creek von links auf. Die Mündung in den Simpson River liegt auf einer Höhe von etwa 1510 m, 19,8 km oberhalb dessen Mündung in den Vermilion River. Flusslauf und Einzugsgebiet des North Simpson River liegen innerhalb des Mount Assiniboine Provincial Parks.

## Namensgebung
Namensgeber des Flusses war George Simpson, 1822–1860 Leiter der Hudson’s Bay Company. Der Simpson Pass wurde im Jahr 1841 von einem Erkundungsteam unter der Führung von George Simpson entdeckt.

## Ökologie
Aufgrund des Auftretens von Myxobolus cerebralis, ein Parasit an Forellenfischen, in den Gewässern des Kootenay-Nationalparks Ende 2023 waren zu diesem Zeitpunkt alle Aktivitäten an den Gewässern strengstens verboten.